# Fórum Social do Mercosul
O Fórum Social do Mercosul (FSM) é um evento de debates e palestras que foi realizado no ano de 2008, na Universidade Federal do Paraná. Surgiu em 2007 seguindo as diretrizes do Fórum Social Mundial, com objetivo de ampliar a integração social e cultural entre os países do Mercado Comum do Sul (Mercosul) e da América Latina. Durante os dias do evento, diversas entidades sociais e organizações não governamentais (ONG) organizam palestras, debates e apresentações culturais. Teve um evento preparatório em 2007, realizada entre os dias 5 e 7 de julho. E foi realizado em 2008, entre os dias 26 e 28 de abril. Um dos objetivos do Fórum Social do Mercosul é facilitar a realização de uma edição do Fórum Social Mundial em Curitiba.